# Чаркхари (княжество)
Княжество Чаркхари — туземное княжество Индии в период британского владычества. После обретения Индией независимости это княжеское государство присоединилось к Индийскому союзу. В настоящее время город Чаркхари, бывшая столица одноименного княжества, является частью штата Уттар-Прадеш.

## История
Княжество Чаркхари было основано в 1765 году Кхуманом Сингхом.
В 1857 году Раджа Ратан Сингх получил наследственный салют из 11 пушек, хилат и вечный джагир в размере 1300 фунтов стерлингов в год в знак признания его заслуг во время подавления британцами Сипайского восстания.
Последний правитель этого княжеского государства подписал акт о присоединении к Индийскому союзу 15 августа 1947 года.

## Правители княжества
В 1804 году под властью раджи Бикрамаджита Сингха (1782—1829), государство Чаркхари стало британским протекторатом.

### Раджи
- 1765—1782: Кхуман Сингх (? — 1782)
- 1782 — ноябрь 1829: Бикрамаджит Сингх (? — 1829)
- 1829—1860: Ратан Сингх (1815—1860)
- 1860—1880: Джай Сингх Део (? — 1880)

### Махараджи
- 1880 — 6 июля 1908: Малхан Сингх (1872—1908)
- 6 июля 1908—1914: Джуджхар Сингх (1847—1914)
- 1914 — 5 октября 1920: Ганга Сингх (? — 1920)
- 1920 — 8 ноября 1941: Аримардан Сингх (1903 — 8 ноября 1941)
- 8 ноября 1941 — 15 августа 1947: Джайендра Сингх (1929 — 7 января 1977)

### Титульные махараджи
- 1947—1977: Джайендра Сингх (1929—1977)
- 1977 — настоящее время: Джаянт Сингх.